# Сьоют
Сьоют или Сюютя (на турски: Söğütköy) е село в Мала Азия, Турция, Вилает Балъкесир.

## История
В 19 век Сьоют е едно от селата на малоазийските българи.
Българското население на Сьоют се изселва през 1914 година.